# Kséniya Moustafaeva
Kseniya Moustafaeva, née le 8 juin 1995 à Minsk, est une gymnaste rythmique française.
Elle est quintuple championne de France.
Elle se qualifie pour les Jeux olympiques d'été de 2016 grâce à sa douzième place aux Championnats du monde de gymnastique rythmique 2015 à Stuttgart. Elle finit à la 10e place de ces jeux olympiques.

## Biographie
Kseniya Moustafaeva est originaire de Biélorussie. Elle commence la gymnastique rythmique à l'âge de 4 ans.
Arrivée en France lorsqu'elle avait 6 ans, sa mère, Svetlana, l'entraîna dans le club de Bourges, en créant la section « GR ». Elle intègre par la suite l'INSEP et obtient la nationalité française en 2011.
En 2012, elle participe au Test Event, à Londres où elle termine 22e.
À partir de 2013, elle devient championne de France et se classe alors dans le top 12 mondial.
En 2015, elle assure sa qualification directe pour les Jeux olympiques d'été de 2016, grâce à sa 12e place.
En 2016, elle termine à la 10e place du concours général individuel des Jeux olympiques d'été de 2016.
En 2017, Kseniya fait son retour en compétition au Grand Prix de Kiev où elle finit à la 12ème place. Elle participe au Grand Prix de Thiais où elle finit à la 4ème place du concours-général ; elle remporte la médaille de bronze en finale cerceau et ruban. Elle remporte par la suite son 5ème titre de Championne de France. Le 6-7 avril, Kseniya participe à la Coupe du Monde de Pesaro avec Axelle Jovenin et ensemble, elle finit 16ème. Elle participe ensuite à la Coupe du Monde de Bakou où elle finit treizième. En mai, Kseniya participe au Championnat d'Europe à Budapest avec sa compatriote Axelle Jovenin, elle se qualifie à la finale massue. Un mois après, elle participe au Grand Prix d'Holon, elle y finit 6ème. Kseniya participe aux Jeux Mondiaux de Wroclaw où elle finit 6ème aux massues et 8ème au ruban. En août, elle participe à la Coupe du Monde de Kazan où elle finit 15ème du concours-général. Peu avant l'ouverture des Championnats du Monde de Pesaro, auquel Kseniya devait participer, elle annonce qu'elle n'y participera pas en raison d'une blessure au genou.
En 2021, la gymnaste met fin à sa carrière après les championnats du monde de la même année.

### Vie privée
Kseniya Moustafaeva est entrainée par sa mère, Svetlena Moustafaeva . Elle parle 4 langues, le français, le russe, l'anglais et l'espagnol. Kseniya obtient en 2013 son baccalauréat ES et suit actuellement des études à Sportcom dans l'objectif de devenir journaliste.

## Palmarès

### Jeux olympiques
- Rio 2016
  - 10e de la finale du concours général

### Jeux méditerranéens
- Mersin 2013
  -  Médaille de bronze du concours général[5]

### Championnats de France
- Championne de France du concours général en 2013, 2014, 2015[6], 2016 et 2017.
- Championne de France au cerceau en 2013, 2014, 2015, 2016 et 2017.
- Championne de France au ballon en 2013, 2014, 2015, 2016 et 2017.
- Championne de France au ruban en 2013, 2014, 2015, 2016 et 2017.
- Championne de France aux massues en 2013, 2014, 2015, 2016 et 2017.